# حق الشرب
حق الشرب وحق الشفة في القانون هو حق شرب الماء. والشرب هو نوبة الانتفاع بسقي الحيوان والزرع. الأنهار المملوكة أي المياه الداخلة في المجاري المملوكة، حق شربها لأصحابها وللعامة فيها حق الشفة فقط. فلا يسوغ لأحد أن يسقي أراضيه من نهر مخصوص بجماعة أو جدول أو قناة أو بئر بلا إذنهم لكن يسوغ له الشرب بسبب حق شفته وله أيضا أن يورد حيواناته من النهر والجدول والقناة المذكورات إن لم يخش من تخريبها بحسب كثرة الحيوانات وكذلك له أخذ الماء منها إلى جنينته وداره بالجرة والبرميل، على ما في مجلة الأحكام.